# Vale da Pinta
Vale da Pinta is een plaats (freguesia) in de Portugese gemeente Cartaxo en telt 1 438 inwoners (2001).